# Пино, Аллисон
Аллизон Пино (фр. Allison Pineau, род. 2 мая 1989 года в Шартре) — французская гандболистка, разыгрывающая клуба «Мец». Олимпийская чемпионка 2020 года, чемпионка мира 2017 года и чемпионка Европы 2018 года в составе сборной Франции. Лучшая гандболистка 2009 года по версии ИГФ.

## Карьера
Пино играет на позиции разыгрывающей. Начинала карьеру в клубе «Исси-ле-Мулино», в 2009 перешла в «Мец». 26 мая 2010 года Пино, успешно выступавшая в клубах и в сборной, была названа лучшей гандболисткой 2009 года. В сезоне 2012/2013 Пино выступала за румынский «Ольтхим», но после вылета клуба из Лиги чемпионов на стадии полуфинала объявила об уходе из команды и вскоре была подписана «Вардаром». 30 октября 2014 года Пино покинула «Вардар» и в тот же день заключила контракт со словенским клубом «Крим». 28 февраля 2015 года и этот контракт был расторгнут, но уже по финансовым соображениям, и на три месяца Пино вернулась на родину, где выступала за «Серкль» из Нима. В сезоне 2015/2016 Пино выступала за румынский клуб «Байя-Маре» из Первой лиги Румынии, в сезоне 2016/2017 стала игроком «Бреста».
За сборную Франции Аллизон Пино сыграла 247 матчей, забив 605 мячей.

## Достижения

### Клубные
- Чемпионка Франции: 2011
- Победительница Кубка Франции: 2010, 2011
- Чемпионка Румынии: 2013
- Чемпионка Македонии: 2014
- Победительница Кубка Македонии: 2014
- Чемпионка Черногории: 2021
- Чемпионка Словении: 2022

### В сборной
- Олимпийская чемпионка: 2020
- Серебряный призёр Олимпийских игр: 2016
- Чемпионка мира: 2017
- Серебряный призёр чемпионата мира: 2009, 2011
- Чемпионка Европы: 2018

### Личные
- Лучшая гандболистка 2009 года

## Награды и звания
30 ноября 2016 года было присвоено звание кавалера ордена «За заслуги». Кавалер ордена Почётного легиона (2021).